# Medinodexia orientalis
Medinodexia orientalis là một loài ruồi trong họ Tachinidae.